# 本郷町 (横浜市)
本郷町（ほんごうちょう）は、神奈川県横浜市中区の町名。現行行政地名は本郷町1丁目から本郷町3丁目（字丁目）で、住居表示未実施。面積は0.200km²。

## 地理
中区の中部に位置し、北は千代崎町、東は本牧町、南は本牧満坂および本牧緑ケ丘、西は西之谷町と上野町に接する。1丁目から3丁目までの字丁目が設けられ、北西部が1丁目、北東部が2丁目、南部は3丁目となっている。1・2丁目を東西に本牧通り（市道関内本牧線）が走り、その両側は商店街となっている。3丁目は、根岸の台地を北から侵食する谷戸と丘陵で、主に住宅地となっている。3丁目を南北にガス山通りが通り、中ほどにガス山公園がある。これは昭和30年代後半まで東京ガスのガスタンクがあったことに由来する。本牧通りには昭和40年代まで横浜市電が運行されていたが、廃止されて以降町内に鉄道路線はない。関内駅から本牧まで横浜市営地下鉄3号線を建設する計画があったが、当時の地下鉄建設は開削工法が主体のため港湾物流への影響に対する懸念や、商店街の一部の反対があり、断念された。本牧通りを走る路線バスが移動手段の主力となり、「千代崎町」「本郷町」のバス停が設けられているほか、山手駅から本郷町3丁目を通り本牧満坂方面への路線バスも運行されている。

## 歴史
古くは久良岐郡本牧本郷村の一部で、1889年（明治22年）4月1日に町村制の施行により、北方村と合併して本牧村となる。1901年（明治34年）4月1日に横浜市に編入。1927年（昭和2年）10月1日に区制施行により、旧村域が中区になる。1928年（昭和3年）に、中区本牧町から本郷町が分離・新設された。当時は1・2丁目が設けられたが、1933年に本牧町・北方町の一部を編入、1～3丁目に改められる。地名は、枝郷や出郷に対する「本郷」を意味する。本郷を冠する地名には、市内に瀬谷区本郷、栄区本郷台、緑区東本郷がある。

## 世帯数と人口
2025年（令和7年）6月30日現在（横浜市発表）の世帯数と人口は以下の通りである。
| 丁目        | 世帯数    | 人口    |
| ----------- | --------- | ------- |
| 本郷町1丁目 | 165世帯   | 246人   |
| 本郷町2丁目 | 323世帯   | 534人   |
| 本郷町3丁目 | 1,163世帯 | 2,189人 |
| 計          | 1,651世帯 | 2,969人 |

### 人口の変遷
国勢調査による人口の推移。
| 年                 | 人口  |
| ------------------ | ----- |
| 1995年（平成7年）  | 3,281 |
| 2000年（平成12年） | 3,287 |
| 2005年（平成17年） | 3,453 |
| 2010年（平成22年） | 3,023 |
| 2015年（平成27年） | 2,947 |
| 2020年（令和2年）  | 2,976 |

### 世帯数の変遷
国勢調査による世帯数の推移。
| 年                 | 世帯数 |
| ------------------ | ------ |
| 1995年（平成7年）  | 1,335  |
| 2000年（平成12年） | 1,384  |
| 2005年（平成17年） | 1,512  |
| 2010年（平成22年） | 1,371  |
| 2015年（平成27年） | 1,420  |
| 2020年（令和2年）  | 1,554  |

## 学区
市立小・中学校に通う場合、学区は以下の通りとなる（2024年11月時点）。
| 丁目        | 番地 | 小学校             | 中学校             |
| ----------- | ---- | ------------------ | ------------------ |
| 本郷町1丁目 | 全域 | 横浜市立大鳥小学校 | 横浜市立本牧中学校 |
| 本郷町2丁目 | 全域 | 横浜市立大鳥小学校 | 横浜市立本牧中学校 |
| 本郷町3丁目 | 全域 | 横浜市立大鳥小学校 | 横浜市立本牧中学校 |

## 施設
- 湘南信用金庫

## 事業所
2021年現在の経済センサス調査による事業所数と従業員数は以下の通りである。
| 丁目        | 事業所数  | 従業員数 |
| ----------- | --------- | -------- |
| 本郷町1丁目 | 30事業所  | 134人    |
| 本郷町2丁目 | 50事業所  | 389人    |
| 本郷町3丁目 | 30事業所  | 85人     |
| 計          | 110事業所 | 608人    |

### 事業者数の変遷
経済センサスによる事業所数の推移。
| 年                 | 事業者数 |
| ------------------ | -------- |
| 2016年（平成28年） | 129      |
| 2021年（令和3年）  | 110      |

### 従業員数の変遷
経済センサスによる従業員数の推移。
| 年                 | 従業員数 |
| ------------------ | -------- |
| 2016年（平成28年） | 673      |
| 2021年（令和3年）  | 608      |

## その他

### 日本郵便
- 郵便番号：231-0843[3]（集配局：横浜港郵便局[21]）

### 警察
町内の警察の管轄区域は以下の通りである。
| 番・番地等 | 警察署     | 交番・駐在所 |
| ---------- | ---------- | ------------ |
| 全域       | 山手警察署 | 見晴通交番   |